# باول بروبست
باول بروبست هو لاعب هوكي الجليد سويسري، ولد في 3 مايو 1950 في سويسرا.

## وصلات خارجية
- باول بروبست على موقع EliteProspects.com (الإنجليزية)
- باول بروبست على موقع أوليمبيديا (الإنجليزية)